# جاك مارتن (لاعب كريكت)
جاك مارتن (16 فبراير 1917 في المملكة المتحدة - 4 يناير 1987 في المملكة المتحدة)  (بالإنجليزية: Jack Martin)‏ هو لاعب كريكت بريطاني (وحمل سابقاً جنسية المملكة المتحدة لبريطانيا العظمى وأيرلندا). شارك مع منتخب إنجلترا للكريكت.

## وصلات خارجية
- جاك مارتن على موقع إي آس بي آن كريك إنفو (الإنجليزية)